# Thomas Holenstein
Thomas Holenstein (7 de Fevereiro de 1896 - 31 de Outubro de 1962) foi um político da Suíça.
Ele foi eleito para o Conselho Federal suíço em 16 de Dezembro de 1954 e terminou o mandato a 31 de Dezembro de 1959.
Thomas Holenstein foi Presidente da Confederação suíça em 1958.